# Canthyporus navigator
Canthyporus navigator är en skalbaggsart som beskrevs av Guignot 1951. Canthyporus navigator ingår i släktet Canthyporus och familjen dykare. Inga underarter finns listade i Catalogue of Life.